# Marie-Hélène Ska
Marie-Hélène Ska (Aye, 29 september 1969) is een Belgisch syndicalist voor het Algemeen Christelijk Vakverbond.

## Levensloop
Ska, afkomstig van een landbouwersfamilie, groeide op in Hargimont. Na haar studies sociologie aan de Université catholique de Louvain (UCL), begon ze in 1993 te werken voor de studiedienst van de Confédération des syndicats chrétiens (CSC).
In 2009 werd ze nationaal secretaris en in 2014 volgde ze Claude Rolin op als algemeen secretaris van het ACV. Ze is gespecialiseerd in werkgelegenheid, vorming en onderwijs. 
Zij is de partner van  de Ecolo-politicus Jean-Marc Nollet.